# Línia Bar Lev
La línia Bar Lev (hebreu: קו בר לב, Kav Bar Lev‎; àrab: خط بارليف, Ḫaṭṭ Bārlīf) va ser una línia defensiva construïda per Israel per defensar la riba est del Canal de Suez d'una possible ofensiva d'Egipte després de la Guerra dels Sis Dies el 1967. Batejada en nom del cap de l'Estat Major isralià que va aprovar-ne la construcció, Haim Bar-Lev, la línia feia uns 160 km de llarg i constava d'unes 20 gran fortificacions amb 500 soldats de l'exèrcit israelià defensant-les. La construcció va ser molt ràpida, començant el desembre de 1968 i acabant el març de 1969, gràcies a l'ús de parts prefabricades a Israel, costant en total uns 500 milions de dòlars.
Abans de 1967 Israel s'enfrontava a una possible invasió per part d'Egipte, Síria, Jordània i Iraq en un terreny poc defensable. El 5 de juny d'aquell any, la Força Aèria Israreliana va realitzar una campanya devastadora que va permetre que les forces terrestres ampliessin el territori fins a unes fronteres estratègiques: el banc oest del riu Jordà, els Alts del Golan i la península del Sinaí. El juliol de 1967 les hostilitats es reprendrien en el que s'anomenaria la Guerra de Desgast. Per reduir les baixes, el comandament israelià va decidir construir una línia defensiva per protegir la riba est del canal de Suez.
La primera línia, maozim, estava constituïda per una sèrie de fortificacions anomenades maoz, torre mestra en hebreu. Els maoz comprenien una àrea gairebé quadrada de 50 per 50 metres amb un búnquer a cada cantonada. A dins hi solia haver un pou de morter, un centre de comandament, els dormitoris, la cuina, magatzems... Totes les estructures estaven molt reforçades, per poder resistir impactes directes d'artilleria, i estaven interconnectades per túnels i trinxeres. Connectada per carreteres, a la rereguarda, hi havia una segona línia defensiva, anomenada taozim, amb posicions de tancs i artilleria.
El 6 d'octubre de 1973, al començament de la Guerra del Yom Kippur, els egipcis llançarien un elaborat atac sorpresa contra la línia Bar Lev i en els dies següents aconseguirien capturar o fer evacuar la majoria de maoz. La gran presència de míssils antiaeris i antitancs egipcis va fer impossible qualsevol contraatac israelià. Tot i que els arquitectes ja sabien que la línia no podria suportar un atac a gran escala, la derrota va suposar un dur cop moral pels israelians i faria canviar l'estratègia de control fronterer d'Israel.

## Història
Tot i la desfeta àrab durant la Guerra dels Sis Dies i la treva que es va signar, tropes egípcies van continuar fent incursions de nit i l'artilleria d'Egipte bombardejava periòdicament les posicions israelianes a la península del Sinaí. Inicialment les defenses israelianes solien ser semierugues amb una posició defensiva feta de sacs terrers. Aquestes defenses eren clarament insuficients i la primera baixa israeliana es va registrar el 15 de juny de 1967.
En aquell moment Israel només hi havia desplegat una brigada blindada amb reforços d'infanteria, ja que s'esperava un pacte de desmilitarització de la zona i l'acceptació de les dues condicions que havien servit de casus belli per l'inici del conflicte: permís de pas per aire i mar pels Estrets de Tiran cap a la Mar Roja i que Síria aturés els intents de desviar el riu Jordà. El 29 d'agost de 1967 els delegats àrabs van declarar una política de 'No al reconeixement. No a la negociació. No a la pau.'
Durant els dies següents les ràtzies i les escaramusses per part dels dos països van escalar, amb atacs a vaixells, bombardeigs per part de l'aviació, operacions de comandos israelians a Egipte i l'ús de noves armes subministrades als egipcis pels soviètics. Posteriorment, durant els cinc mesos següents, la situació es va relaxar a causa d'una milícia egípcia en contra de més accions contra Israel, tot i això, el foc d'artilleria esporàdic i els franctiradors van continuar sotjant els soldats israelians a primera línia de front. Aquest temps va permetre que els israelians creessin una formidable línia de fortificacions al canal de Suez.
Fins aleshores Israel era un estat petit i no es podia permetre perdre territori, per això la seva doctrina no preveia l'ús de defenses en profunditat, sinó dur la guerra al terreny de l'adversari. Amb els nous guanys territorials es va crear una dicotomia. Uns quants generals advocaven pel concepte de egrofei shiryon, puny d'ausberg en hebreu, deixar el front obert i mantenir formacions mecanitzades a la rereguarda que contraatacarien ràpidament a qualsevol incursió. L'altra teoria era la de mantenir la presència a la frontera, per impedir que els egipcis establissin un cap de pont permanent gràcies a un possible alto el foc de les Nacions Unides. Al final, l'última opció, que comptava amb el suport the Haim Bar Lev, es va imposar i es va decidir crear una línia defensiva que serviria per desencoratjar qualsevol atac.

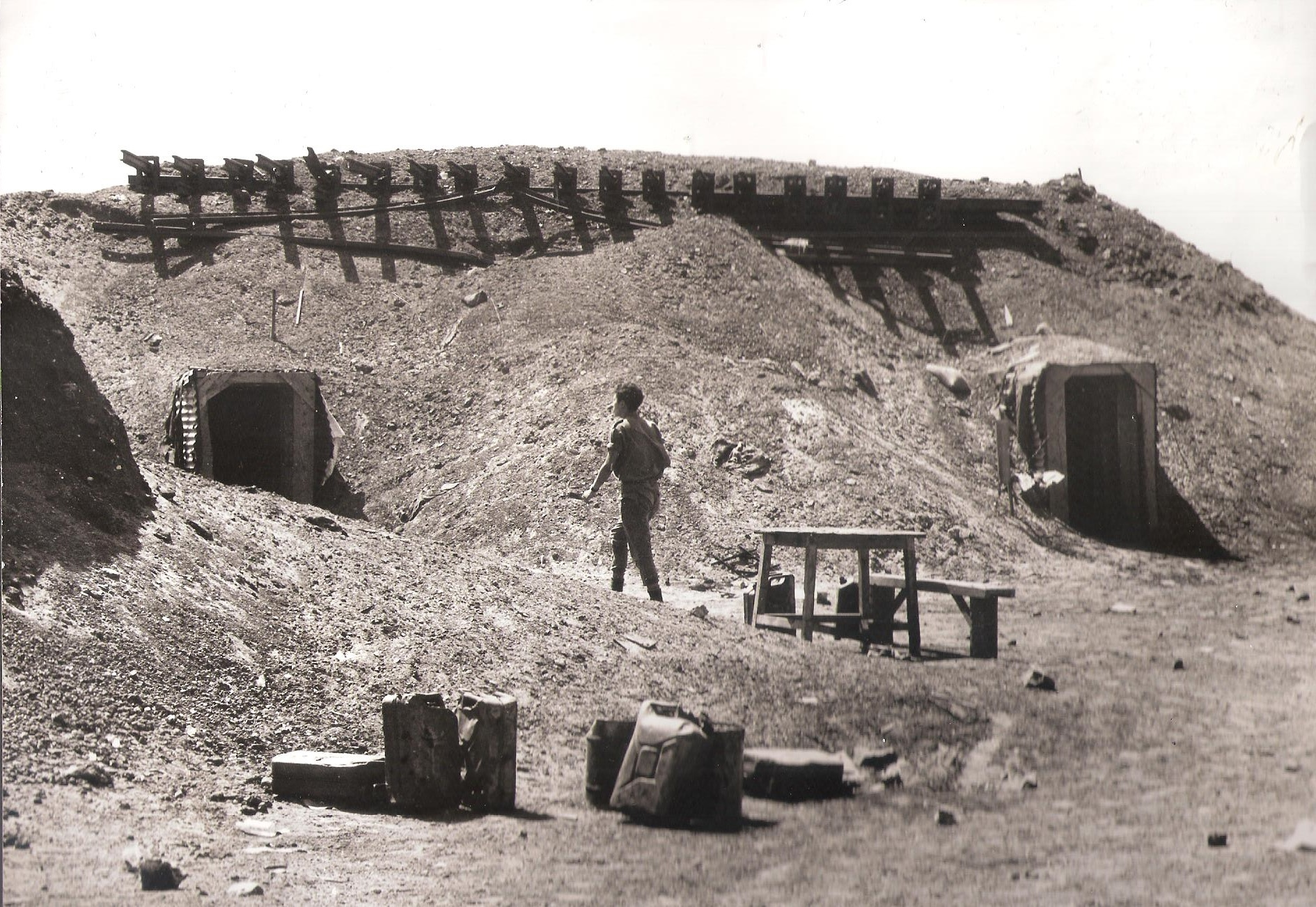
El maoz 'Budapest' fotografiat l'any 1970. Situat al nord del canal, a la costa del Mediterrani i vora Port Fuad, el Budapest era la fortificació amb més capacitat, durant la Guerra del Yom Kippur hi havia 63 soldats.

## Construcció
La tasca de desenvolupar aquesta nova línia defensiva es va assignar a l'experimentat oficial de tancs Avraham Adan, que comandava la divisió blindada estacionada al Sinaí. Tot i ser partidari d'una defensa basada en contraatacs fent ús de tancs, Adan va acabar acordant la construcció de 20 grans fortificacions que servissin per donar l'alarma i defensar els guardes de les escaramusses i l'artilleria.
Aquestes fortificacions, els maoz, estarien ocupades per uns 30 homes i es construirien cada 10 km a les parts més estretes del canal. Cada posició faria uns 50 x 50 m d'àrea i tindria un búnquer a cada cantonada. A dins del recinte hi hauria un centre de comandament, una infermeria, lavabos, dutxes, cuina, un pou de morter, magatzems i un centre de comunicacions. Aprofitant la sorra i fang compactats que es treia del canal les fortificacions es van col·locar en posicions elevades, a uns 10 m i amb un angle de 45° respecte la superfície del canal. Sovint també es van construir rampes vora els maoz perquè els tancs poguessin ajudar a la defensa. Al costat oposat del canal hi havia la porta principal, amb un pàrquing camuflat on els camions podien descarregar queviures. Tot aquest conjunt estava protegit per vasts camps de mines i filferro d'arç.
Després d'aprovar-se el pla, el desembre de 1968, el Cos d'Enginyers de Combat d'Israel va començar-ne la construcció, i treballant 24 hores al dia van acabar el març de 1969. El disseny era el màxim de senzill, per abaratir-ne el cost, les parts estructurals estaven fetes de formigó reforçat i bigues d'acer de ferrocarril. El búnquer de comandament i els habitatges eren prefabricats a Israel amb xapa d'acer i, un cop col·locats al lloc, es protegien amb diversos metres de gabions de roca.
A uns 10 km al darrere dels maoz es va construir una carretera paral·lela al canal que es va anomenar carretera de l'artilleria. Hi havia nombroses posicions protegides des d'on l'artilleria israeliana podia disparar i també permetia el ràpid desplaçament dels tancs. Una altra carretera, coneguda com a carretera lateral, es va construir 30 km més endins, totalment fora de l'abast de l'artilleria d'Egipte.

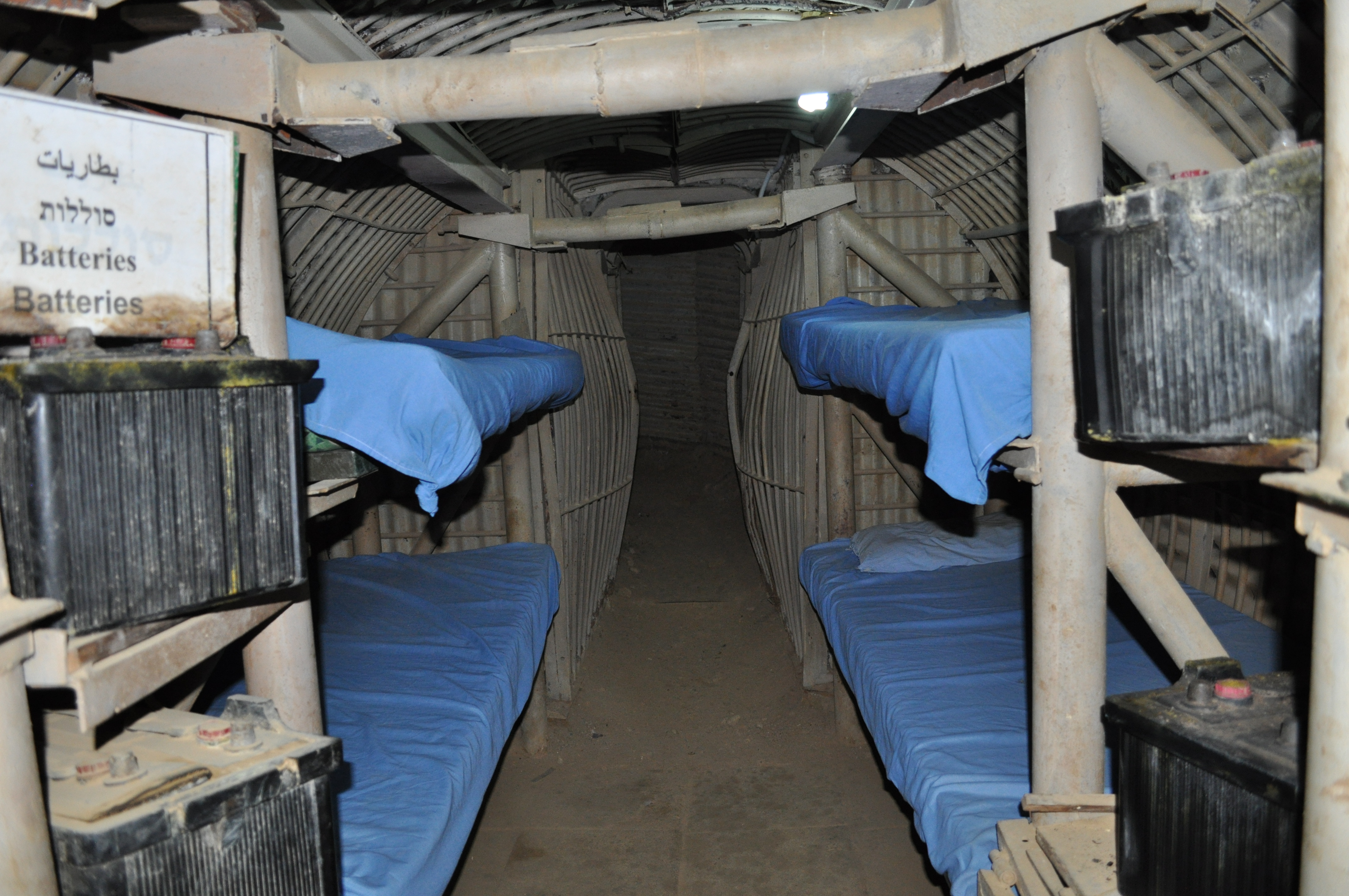
Interior del dormitori d'un maoz. L'estructura, prefabricada a Israel amb planxa i tubs d'acer, estava enterrada entre 8 i 10 metres de gabions de roca i era capaç de suportar impactes directes d'artilleria.

## La Guerra de Desgast
Entre 1967 i 1970 es lliuraria una guerra de baixa intensitat entre Egipte i Israel. Durant aquest període cap de l'estat major egipci, el general Abdul Munim Riad, faria una anàlisi acurada de les debilitats i fortaleses de les forces egípcies i resoldria nombrosos problemes. Els oficials van començar a ser ascendits segons mèrits, eliminant així l'habitual manca de professionalitat. Es van integrar les estructures de comandament de la marina, la força aèria i l'exèrcit per evitar cap descordinació durant els enfrontaments. Es van adquirir nombrosos míssils terra-aire als soviètics per contrarestar la superioritat aèria israeliana, incloent míssils SA-75 Dvina i S-125 Pechora, llançadors portàtils 9K32 Strela-2 i antiaeris autopropulsats ZSU-23-4 Xilka. Per eliminar l'amenaça de les superiors tàctiques de guerra mecanitzada israelianes es van comprar en massa coets antitancs portàtils com l'RPG-7 o el 9M14 Malyutka. Tot això mentre retenien un nombrós avantatge numèric en vehicles blindats de combat i artilleria, així com una aclaparadora superioritat de recursos humans.
Mentrestant, els enfrontaments consistien en intercanvis d'artilleria i incursions d'un i l'altre bàndol. Les baixes al bàndol israelià eren relativament baixes, generalment entre els servidors de les peces d'artilleria, i el concepte de la línia Bar Lev semblava funcionar. El 3 de març de 1969 el president egipci Gamal Abdel Nasser declararia nul·la la treva del juny de 1967 i llançaria un bombardeig massiu que va durar 80 dies. La línia va resistir, però les baixes israelianes creixien. Això va provocar que les Força Aèria Israeliana comencés una operació de bombardeig exhaustiva, centrant les operacions a la vora del Cairo per afectar l'opinió pública egípcia, que sota un estricte control de la premsa no era conscient dels enfrontaments a la frontera. Després de nombroses morts a ambdós bàndols, el 8 d'agost de 1970 entraria en efecte una treva promoguda pels Estats Units d'Amèrica amb el suport de la Unió Soviètica.

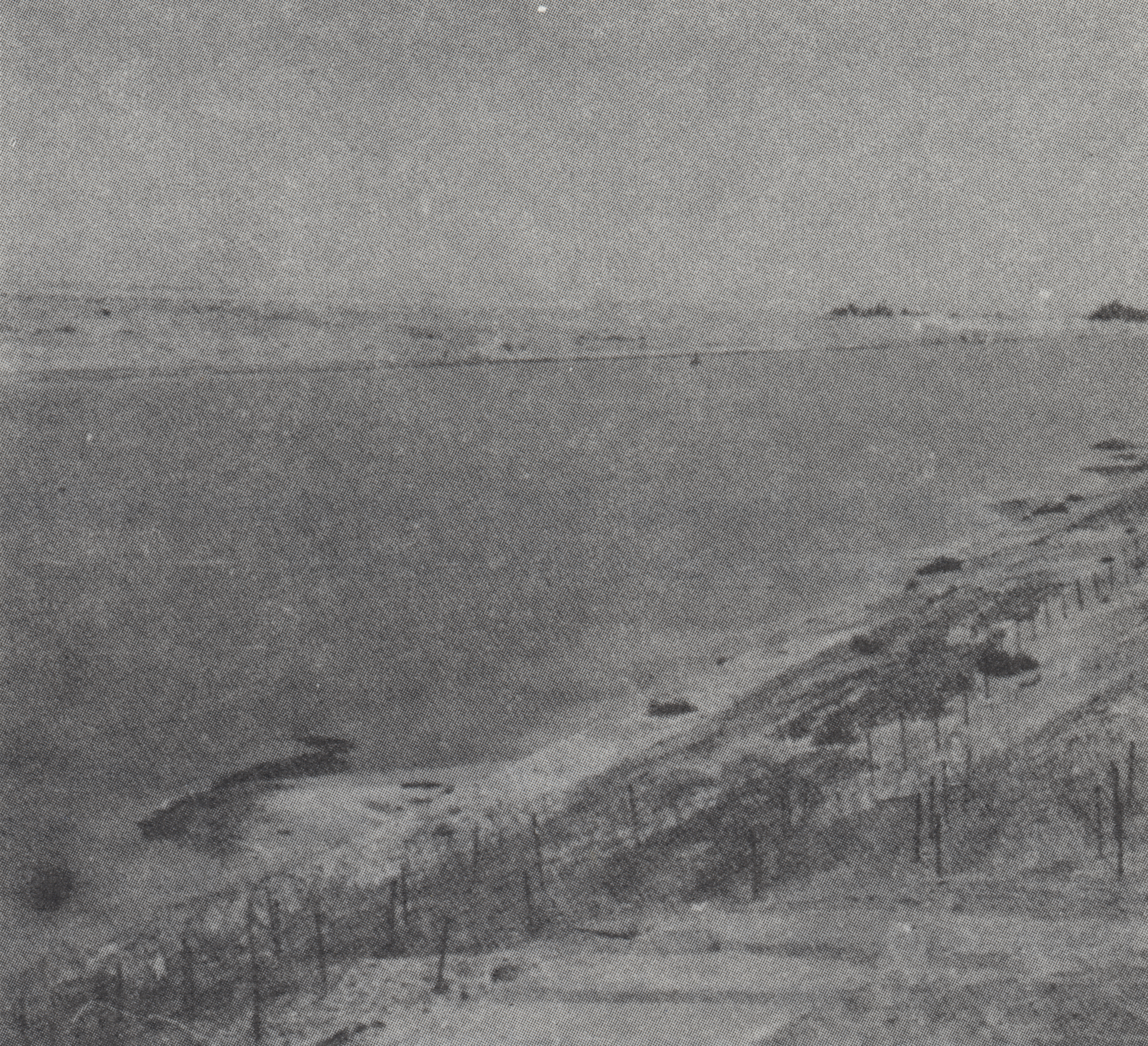
Vista del canal des d'un maoz vora Ismaïlia, amb la riba del canal plena de filferrades d'arç.

Aprofitant la treva, Israel repararia els desperfectes creats pels bombardeigs a la Línia Bar Lev i els egipcis aproparien els seus míssils terra-aire a la frontera. La guerra havia costat 500 morts i 2.000 ferits pels israelians i uns 10.000 morts i ferits als egipcis, però ambdós bàndols es veien vencedors. Tot i que Israel creia que havien aconseguit mantenir l'statu quo i que la línia havia demostrat ser segura, serien els egipcis els que aconseguirien explotar posteriorment les experiències de la Guerra de Desgast.

## La Guerra del Yom Kippur
Dos mesos després de la treva, el president egipci Nasser moriria d'un atac de cor el 28 de setembre de 1970 i seria succeït pel seu vicepresident, Ànwar el-Sadat. Sadat estava decidit a recuperar el territori del Sinaí, arribant a assegurar que estava disposat a sacrificar un milió de vides egípcies per fer-ho. Sense cap progrés polític entre 1971 i 1972, el novembre de 1972 Sadat començaria a planificar una nova guerra. El nou pla, anomenat alts minarets, disposaria del suport d'armament soviètic, que havia de permetre repel·lir qualsevol contraatac amb tancs o avions amb un abast de fins a 16 km del canal. A més a més, Síria també atacaria pels Alts del Golan, obrint un segon front.
Per aconseguir travessar el desnivell d'entre 8 i 20 m d'alt i 10 metres de profunditat de la línia Bar Lev els egipcis van provar diferents mètodes: explosius, que eren inefectius, sistemes mecànics, lents i voluminosos... al final, uns oficials que havien treballat en la construcció de preses, van suggerir fer servir mànegues d'aigua. Fent servir enormes bombes, les mànegues podien llançar 50 metres cúbics d'aigua del riu Nil per hora, movent cinc milions de metres cúbics de sorra. En total van comprar 100 bombes d'aigua a la companyia Magirus Deutz, de l'Alemanya Oriental, el maig de 1972. El cost va resultar ser molt barat, cada bomba costava 12.500$, així van trobar un mètode per eliminar la barrera de sorra a un preu inferior al d'un tanc. Tot i això, els egipcis encara no sabien com contrarestar el sistema dissenyat pel coronel David Lascov, l'oficial més veterà de les IDF amb 66 anys. Aquest sistema, amb el nom en clau dusky light, consistia en una sèrie de dipòsits plens de combustible amb tubs que anaven fins al canal. Quan els egipcis ataquessin es començaria a bombar combustible cap a l'exterior i s'incendiaria tota la superfície de l'aigua, impedint així cap avenç.
Mentre els egipcis es preparaven per l'ofensiva, Haim Bar Lev va ser rellevat per David Elazar l'1 de gener de 1970. Elazar, que confiava més en una doctrina mòbil, va abandonar 15 maoz. Per altra banda, va reforçar les carreteres de la península del Sinaí, va crear punts de reunió de formacions mecanitzades i va comprar equipament de pontoneria. L'estratègia israeliana consistia en travessar el canal tan aviat com fos possible i endinsar-se en territori egipci. Per altra banda, les Agències d'Intel·ligència d'Israel no van saber percebre el perill imminent, confiant en la superioritat aèria i suposant que els moviments de tropes àrabs eren maniobres defensives. Aquesta ceguesa davant la imminent guerra posteriorment s'anomenaria konseptziya, o preconcepció, i demostraria ser fatal per la defensa del Sinaí.